# Fermion
 (juillet 2023).
Si vous disposez d'ouvrages ou d'articles de référence ou si vous connaissez des sites web de qualité traitant du thème abordé ici, merci de compléter l'article en donnant les références utiles à sa vérifiabilité et en les liant à la section « Notes et références ».
En physique des particules, un fermion (nom attribué par Paul Dirac d'après Enrico Fermi) est une particule de spin demi-entier (1/2, 3/2, 5/2, etc.). Elle obéit à la statistique de Fermi-Dirac. Un fermion peut être une particule élémentaire, tel l'électron, ou une particule composite, tel le proton, ou toutes leurs antiparticules. Toutes les particules élémentaires observées sont soit des fermions, soit des bosons (l'hypothétique matière noire, encore non observée en 2025, n'est actuellement pas catégorisée).
Les fermions élémentaires se regroupent en deux familles :
- les leptons (électron, muon, tauon et neutrinos), qui ne sont pas soumis à l'interaction forte ;
- les quarks, qui sont soumis aux quatre interactions de la nature.

Les autres fermions sont tous composés de plusieurs particules élémentaires.
Selon le principe d'exclusion de Pauli, deux fermions identiques d'un même système ne peuvent se trouver dans le même état quantique. Ainsi dans l'atome, tous les électrons ont des nombres quantiques différents ; c'est également le cas dans tous les autres systèmes de fermions.

## Fermions élémentaires
Le modèle standard reconnaît deux types de fermions élémentaires : les quarks et les leptons ; en tout il en décrit 24 différents. Il y a six quarks (up, down, strange, charm, bottom, et top), six leptons (électron, neutrino électronique, muon, neutrino muonique, tau et neutrino tauique), ainsi que les douze antiparticules correspondantes.
Tous les fermions avec une hélicité à gauche subissent l'interaction faible, tandis que tous les fermions droitiers connus n'y sont pas soumis. Autrement dit, seuls les fermions gauchers et les anti-fermions droitiers interagissent avec le boson W.

### Leptons
Dans la famille des leptons, on connaît :
- l'électron : cette particule stable est de masse 1836 fois moindre que celle du proton, et de charge négative -e ;
- le muon : cette particule instable a la même charge que l'électron et est 210 fois plus massive que ce dernier. Laissé à lui-même, le muon se désintègre en 2,197 × 10−6 s par le biais de l'interaction faible, laissant à sa place un électron, un neutrino μ et un antineutrino ;
- le tauon ou tau : cette particule très instable est de même charge que l'électron, tandis que sa masse lui est de 3 500 fois supérieure. Il se désintègre en 2,8 × 10−13 s, laissant à sa place un neutrino τ et un antineutrino ;
- le neutrino : le plus léger des fermions, il en existe un correspondant à chaque saveur ci-dessus (électronique {\displaystyle \nu _{e}}, muonique {\displaystyle \nu _{\mu }} et tauique {\displaystyle \nu _{\tau }}), et n'a pas de charge électrique contrairement à celles-ci. Il n'a presque aucune interaction avec la matière. En raison de leur faible masse (les neutrinos μ et τ ont une masse bien inférieure à celle de l'électron), ces trois types de neutrinos sont stables. Les neutrinos sont probablement les particules les plus abondantes de l'Univers.

Chaque saveur ci-dessus possède son antiparticule, ce qui donne un total de 12 leptons.

### Quarks
On compte six représentants de la famille des quarks : le quark down (d), le quark up (u), le quark strange (s), le quark charm (c), le quark bottom (b) et le quark top (t), ainsi qu'autant d'antiquarks. Leur masse varie, mais est dans tous les cas bien supérieure à celle de l'électron. Ils possèdent une charge de couleur qui les soumet à l'interaction forte, la plus importante des interactions à courte distance.
Les quarks s'assemblent pour former les hadrons : les baryons (notamment les protons et les neutrons) qui sont des fermions composés de trois quarks, et les mésons qui sont des bosons composés d'un quark et d'un antiquark.

## Fermions composés
Les particules composées (comme des hadrons, des noyaux et des atomes) peuvent être des bosons ou des fermions selon leurs constituants. Plus précisément, à cause de la relation entre le spin et la statistique, une particule contenant un nombre impair de fermions aura un spin demi-entier.
- Un baryon, comme le proton ou le neutron, contient trois quarks fermioniques et est donc un fermion.
- Le noyau d'un atome de carbone 13 (13C) contient 6 protons et 7 neutrons et est donc un fermion.
- L'atome d'hélium 3 (3He) est fait de 2 protons, un neutron et 2 électrons et est donc un fermion.

Le nombre de bosons dans une particule composée de particules simples liées par un potentiel n'a aucun effet sur le fait que ce soit un boson ou un fermion.
Le comportement bosonique ou fermionique d'une particule composée se voit seulement à grande distance (par rapport à la taille du système). À proximité, où la structure spatiale commence à être importante, une particule composée se comporte selon son coloris constitutif.
Les fermions peuvent montrer un comportement bosonique quand ils sont faiblement liés par paires de manière. Ceci est l'origine de la supraconductivité et la superfluidité de l'hélium 3 : dans la matière supraconductrice, les électrons interagissent par échange de phonons, formant des paires de Cooper, tandis que dans l'hélium 3, les paires de Cooper se constituent via des fluctuations du spin.
Les quasi-particules de l’effet Hall quantique fractionnaire sont des fermions composés, qui sont des électrons avec un nombre pair de tourbillons quantiques liés à eux.

## Propriétés
À l'échelle quantique, les fermions présentent une nature duale, c'est-à-dire qu'ils peuvent se comporter comme des particules mais aussi comme des ondes. Par contre, à l'échelle macroscopique, ils apparaissent tous comme des particules.
L'électron a une charge électrique et les quarks ont à la fois une charge électrique et une charge de couleur.
Enfin, si les bosons peuvent être vecteurs d'interactions, ce n'est jamais le cas pour les fermions.
Tableau récapitulatif :
|          | Fermions élémentaires | Fermions élémentaires | Fermions élémentaires | Fermions élémentaires               | Fermions composés | Fermions composés | Fermions composés     | Fermions composés      | Fermions composés |
| Quarks   | Quarks                | Leptons               | Leptons               | Nucléons                            | Nucléons          | Hypérons          | Hypérons              | Hypérons               |                   |
| Charge   | - 1/3                 | + 2/3                 | - 1                   | 0                                   | + 1               | 0                 | - 1                   | 0                      | + 1               |
| -------- | --------------------- | --------------------- | --------------------- | ----------------------------------- | ----------------- | ----------------- | --------------------- | ---------------------- | ----------------- |
| stable   | down                  | up                    | électron              | neutrino électronique               | proton            | neutron           |                       |                        |                   |
| instable | strange bottom        | charm top             | muon tauon            | neutrino muonique neutrino taunique |                   |                   | Sigma - Ksi - Oméga - | Sigma 0 Ksi 0 Lambda 0 | Sigma + Lambda +  |

Par définition, les fermions sont les particules qui obéissent à la loi statistique Fermi-Dirac : quand on échange deux fermions, la fonction d'onde change de signe. 
Cette fonction d'onde antisymétrique implique le fait que les fermions sont soumis au principe d'exclusion de Pauli, c'est-à-dire que deux fermions ne peuvent occuper le même état quantique en même temps. Cela aboutit à la rigidité  des états qui incluent des fermions (des noyaux atomiques, des atomes, des molécules, etc.), ce pourquoi certains disent parfois des fermions qu'ils sont les constituants de la matière, tandis que l'on dit que les bosons sont les particules qui transmettent des interactions (c'est-à-dire forcent des transporteurs) ou les constituants de radiation électromagnétique.
Les champs quantiques de fermions sont des champs fermioniques, obéissant aux relations d'anticommutation canoniques.
Le principe d'exclusion de Pauli pour les fermions et la rigidité associée de la matière est responsable de la stabilité des nuages électroniques des atomes (ainsi que de la stabilité de la matière  atomique) et de la complexité de l'atome (en empêchant deux électrons atomiques d'occuper le même niveau d'énergie), et rend ainsi la chimie complexe possible. Il est aussi responsable de la pression dans la matière dégénérée, qui gouverne en grande partie l'état d'équilibre des naines blanches et des étoiles à neutrons. À une échelle plus quotidienne, le principe d'exclusion de Pauli est un élément majeur du module de Young des matériaux et de leur déformation élastique.
Les fermions sont des particules avec un spin demi-entier : si un observateur tourne autour d'un fermion (ou fait tourner le fermion de 360° de son axe) la fonction d'onde du fermion change de signe. Dans la structure de la mécanique quantique non relativiste, ceci est une observation purement empirique. Cependant, dans la théorie quantique relativiste des champs, le théorème spin-statistique  montre que les particules de spin demi-entier ne peuvent pas être des bosons et les particules de spin entier ne peuvent pas être des fermions.
Dans de grands systèmes, la différence entre la statistique bosonique et la statistique fermionique n'apparaît qu'à grande densité, quand leur fonction d'onde se chevauche. À basse densité, les deux types de statistique sont bien approchés par la statistique de Maxwell-Boltzmann, qui est décrite par la mécanique classique.
Une autre propriété spécifique des fermions, en plus du principe d'exclusion de Pauli, est que tout fermion connu a des nombres quantiques leptoniques ou des nombres quantiques baryoniques. Jusqu'ici aucun boson élémentaire avec des leptons ou baryons apparents parmi ses nombres quantiques n'a été observé.